# Graphinica
Graphinica (jap. 株式会社グラフィニカ Kabushiki gaisha Gurafinika) – japońskie studio animacji z siedzibą w tokijskiej dzielnicy Shinjuku, założone w kwietniu 2009 roku.

## Produkcje

### Seriale telewizyjne
| Rok  | Tytuł                                                | Reżyser(zy)                    | Liczba odcinków | Uwagi | Przypisy |
| ---- | ---------------------------------------------------- | ------------------------------ | --------------- | --- | -------- |
| 2013 | Boku wa Ō-sama                                       | Takashi Horiuchi               | 12              | Na podstawie OVA z 1996 produkcji Nippon Animation.                                                           | [ 1 ]    |
| 2017 | Chain Chronicle ~Light of Haecceitas~                | Masashi Kudō                   | 12              | Na podstawie gry wideo produkcji Segi. We współpracy z Telecom Animation Film.                                | [ 2 ]    |
| 2017 | Wielka wojna zodiaku                                 | Naoto Hosoda                   | 12              | Na podstawie light novel autorstwa Nisio Isina.                                                               | [ 3 ]    |
| 2019 | Re:Stage! Dream Days♪                                | Shin Katagai                   | 12              | Na podstawie multimedialnej franczyzy stworzonej przez Pony Canyon i Comptiq. We współpracy z Yumeta Company. | [ 4 ]    |
| 2021 | Muv-Luv Alternative                                  | Yukio Nishimoto Hiroyuki Taiga | 12              | Na podstawie powieści wizualnej produkcji âge. We współpracy z Yumeta Company.                                | [ 5 ]    |
| 2022 | Cue!                                                 | Shin Katagai                   | 24              | Na podstawie gry mobilnej produkcji Liber Entertainment. We współpracy z Yumeta Company.                      | [ 6 ]    |
| 2022 | Tokyo Mew Mew New                                    | Takahiro Natori                | 12              | Na podstawie mangi autorstwa Reiko Yoshidy i Mii Ikumi.                                                       | [ 7 ]    |
| 2022 | Muv-Luv Alternative sezon 2                          | Yukio Nishimoto Hiroyuki Taiga | 12              | Sequel Muv-Luv Alternative. We współpracy z Yumeta Company.                                                   |          |
| 2022 | Seiken densetsu Legend of Mana: The Teardrop Crystal | Masato Jinbo                   | 12              | Na podstawie gry action RPG produkcji Square Enix. We współpracy z Yokohama Animation Laboratory.             | [ 8 ]    |
| 2023 | Tokyo Mew Mew New sezon 2                            | Takahiro Natori                | 12              | Sequel Tokyo Mew Mew New. We współpracy z Yumeta Company.                                                     | [ 9 ]    |

### Filmy
|           | Tytuł                                 | Reżyser(zy)     | Uwagi                                                                          | Przypisy |
| --------- | ------------------------------------- | --------------- | ------------------------------------------------------------------------------ | -------- |
| 2014      | Rakuen tsuihō                         | Seiji Mizushima | Własna twórczość.                                                              | [ 10 ]   |
| 2016–2017 | Chain Chronicle: Haecceitas no Hikari | Masashi Kudō    | Na podstawie gry wideo produkcji Segi. We współpracy z Telecom Animation Film. |          |
| 2019      | Hello World                           | Tomohiko Itō    | Własna twórczość.                                                              | [ 11 ]   |

### OVA/ONA
| Rok       | Tytuł                 | Reżyser(zy)                     | Liczba odcinków | Uwagi | Przypisy |
| --------- | --------------------- | ------------------------------- | --------------- | --- | -------- |
| 2011–2012 | Hellsing: Ultimate    | Yasuhiro Matsumura              | 3               | Na podstawie mangi autorstwa Kōty Hirano. Odcinki 8–10.                                                                     |          |
| 2011–2012 | Hellsing: The Dawn    | Yasuhiro Matsumura              | 3               | Na podstawie mangi autorstwa Kōty Hirano. Prequel Hellsing: Ultimate.                                                       |          |
| 2014      | Wonder Momo           | Yutaka Kagawa                   | 5               | Na podstawie komiksu internetowego autorstwa Erika Ko i Jima Zuba, inspirowanego grą wideo Bandai Namco o tym samym tytule. | [ 12 ]   |
| 2015      | JAE: Yamaeloid        | Takashi Horiuchi Masahiro Emoto | 1               | Część serii Japan Animator Expo produkowanej przez studio Khara.                                                            |          |
| 2019      | Another World         | Tomohiko Itō                    | 3               | Własna twórczość. Sequel filmu Hello World.                                                                                 |          |
| 2021      | Record of Ragnarok    | Masao Ōkubo                     | 12              | Na podstawie mangi napisanej przez Shinyę Umemurę i Takumiego Fukui oraz zilustrowanej przez Ajichikę.                      | [ 13 ]   |
| 2023      | Record of Ragnarok II | Masao Ōkubo                     | 15              | Sequel Record of Ragnarok. We współpracy z Yumeta Company.                                                                  | [ 14 ]   |